# تشارلز إس. هارتمان
تشارلز إس. هارتمان (بالإنجليزية: Charles S. Hartman)‏ هو قاضي ودبلوماسي ومحامي وسياسي أمريكي، ولد في 1 مارس 1861 في الولايات المتحدة، وتوفي بنفس المكان في 3 أغسطس 1929. حزبياً، نشط في الحزب الجمهوري والحزب الديمقراطي. انتخب سفير وانتخب عضو مجلس النواب الأمريكي.